# بخش شهید بی‌نظیرآباد

تصویر چاکرا بازار نوابشاه

بخش شهید بی‌نظیر آباد (انگلیسی: Shaheed Benazir Abad Division) یکی از بخش‌های پاکستان در ایالت سند بود که در اصلاحات انجام‌گرفته در سال ۲۰۰۰، ساختار بخش در پاکستان حذف گردید. اما در سال ۲۰۰۸ مجدداً بازگردانده شد. ناحیه‌های آن عبارت بودند از:
- ناحیه نوشهرو فیروز
- ناحیه شهید بینظیرآباد
- ناحیه سانگهار